# Локомотиви БДЖ серия 600.76
Локомотивите 60076 са най-мощните и най-тежки парни машини за междурелсие 760 mm в БДЖ. Предназначени са за возене на товарни влакове по линии с големи наклони и много криви с малък радиус. Снабдени са с прегревател и са първи с работно налягане 16 kg/cm2. Започват работа на жп линията Септември – Велинград, като заменят локомотивите серия 50076.
При доставката локомотивите са съоръжени с парна и ръчна спирачка. Спирачната лостова система е разделена на две части. Първа и втора сцепна колоос имат самостоятелна система. На нея действа един парен спирачен цилиндър, монтиран върху рамата на локомотива. Трета, четвърта и пета сцепна колоос също са с отделна спирачна лостова система. Върху нея действа един парен спирачен цилиндър, разположен отдясно под будката на машиниста и ръчната спирачка. Двете лостови системи на са свързани помежду си. От 1958 до 1961 г. на всички локомотиви са монтирани двустъпални въздушни помпи, а парните цилиндри са заменени с въздушни. Локомотивите имат възможност за движение в двете посоки с конструктивната си скорост.
До 1960 г. всички локомотиви работят на линията Септември – Добринище. След доставката на дизеловите локомотиви серия 75.000 почти всички машини от серия 60076 са прехвърлени на участъка Червен бряг – Оряхово, като заместват серия 50076 във влаковата работа. Към 1976 г. останалите в депата Банско и Септември 5 машини са в резерв. На следващата година започва и тяхното бракуване. За музейната колекция на БДЖ са запазени локомотив 60976 – в движение, 61076, 61176 и 61376. На постамент във ВТУ „Тодор Каблешков“ – София се намира локомотив 61576.

## Експлоатационни и фабрични данни за локомотивите 60076[2]
| Експлоатационен номер | Фабрика                                      | фабр. №/ година | Бележки                                                            |
| --------------------- | -------------------------------------------- | --------------- | ------------------------------------------------------------------ |
| 60176                 | Schwartzkopff - Berlin                       | 11362/1940      | Бракуван 1977 г.                                                   |
| 60276                 | Schwartzkopff - Berlin                       | 11363/1940      | Бракуван 1977 г.                                                   |
| 60376                 | Schwartzkopff - Berlin                       | 11364/1940      | Бракуван 1980 г.                                                   |
| 60476                 | Schwartzkopff - Berlin                       | 11365/1940      | Бракуван 1977 г.                                                   |
| 60576                 | Schwartzkopff - Berlin                       | 11366/1940      | Бракуван 1971 г.                                                   |
| 60676                 | Pierwsza fabryka lokomotyw w Polsce Chrzanow | 1926/1949       | Бракуван 1977 г.                                                   |
| 60776                 | Pierwsza fabryka lokomotyw w Polsce Chrzanow | 1927/1949       | Бракуван 1977 г.                                                   |
| 60876                 | Pierwsza fabryka lokomotyw w Polsce Chrzanow | 1928/1949       | Бракуван 1977 г.                                                   |
| 60976                 | Pierwsza fabryka lokomotyw w Polsce Chrzanow | 1929/1949       | Музеен 1979 г. Действащ 2004 г.Ползва се за Атракционни пътувания  |
| 61076                 | Pierwsza fabryka lokomotyw w Polsce Chrzanow | 1930/1949       | Музеен 1993 г.                                                     |
| 61176                 | Pierwsza fabryka lokomotyw w Polsce Chrzanow | 1931/1949       | Музеен 1993 г.                                                     |
| 61276                 | Pierwsza fabryka lokomotyw w Polsce Chrzanow | 1932/1949       | Бракуван 1977 г.                                                   |
| 61376                 | Pierwsza fabryka lokomotyw w Polsce Chrzanow | 1933/1949       | Бракуван 1977 г. Музеен 1993 г.                                    |
| 61476                 | Pierwsza fabryka lokomotyw w Polsce Chrzanow | 1934/1949       | Бракуван 1977 г.                                                   |
| 61576                 | Pierwsza fabryka lokomotyw w Polsce Chrzanow | 1935/1949       | Бракуван 1977 г. Музеен 1993 г. На постамент 2002 г. във ВТУ-София |